# Uduba pseudoevanescens
Uduba pseudoevanescens is een spinnensoort uit de familie Udubidae. De soort komt voor in Madagaskar.